# فرد بيري (لاعب كرة قدم كندية)
فرد بيري (بالإنجليزية: Fred Perry)‏ هو لاعب كرة قدم كندية أمريكي، ولد في 5 يناير 1975 في فورت سميث في الولايات المتحدة.